# Хата, Сюнроку
Сюнроку Хата (яп. 畑 俊六 Хата Сюнроку, 26 июля 1879 — 10 мая 1962) — маршал императорской армии Японии.

## Биография
Хата родился в 1879 году в префектуре Фукусима, его отец был бывшим самураем из хана Айдзу. Когда ему было 12 лет, семья переехала в Хакодате, но в 14-летнем возрасте он был принят в престижную Токийскую первую среднюю школу. В связи с тем, что его отец умер в том же году и не смог оплатить обучение сына, Хата вместо этого пошёл в военное училище, а в 1901 году окончил Рикугун сикан гакко, получив звание второго лейтенанта и распределившись в артиллерию. Хата участвовал в русско-японской войне 1904—1905 годов, а в 1910 году закончил Рикугун дайгакко.
В марте 1912 года Хата стал военным атташе в Германии, и во время Первой мировой войны оставался в Европе в качестве военного наблюдателя. В сентябре 1914 года он был произведён в майоры, а в июле 1918, всё ещё находясь в Европе, в подполковники. В феврале 1919 года он стал членом японской делегации на Парижской мирной конференции.
По возвращении в Японию Хата в июле 1921 года получил под командование 16-й полк полевой артиллерии, а в марте 1926 года был произведён в генерал-майоры и получил под командование 4-ю бригаду тяжёлой полевой артиллерии. Затем он был прикомандирован к отделу стратегического планирования генерального штаба, став в июле 1927 года начальником 4-го бюро, а в августе 1928 года — начальником 1-го бюро.
В августе 1931 года Хата был произведён в генерал-лейтенанты и стал главным инспектором артиллерийской подготовки. В августе 1933 года он стал командующим 14-й дивизией. В декабре 1935 года он возглавил ВВС Императорской армии Японии, а в августе 1936 — Тайваньскую армию.
После начала японо-китайской войны Хата начал быстро делать карьеру: член Высшего военного совета, главный инспектор боевой подготовки, в конце 1937 года получил звание генерала. В связи с тем, что после «нанкинской резни» генерал Иванэ Мацуи был отозван в Японию, с февраля 1938 года Хата принял вместо него командование войсками в центральном Китае. В мае 1939 года он стал старшим советником императора, а в июле 1939 возглавил Министерство армии. В июле 1940 года Хата сыграл ключевую роль в падении кабинета Ёная, уйдя в отставку с поста министра. С марта 1941 года Сюнроку Хата принял командование над японскими войсками в Китае. 2 июня 1944 года он был произведён в маршалы. С апреля 1945 года Хата был поставлен во главе Второго командования, призванного оборонять западную Японию в случае вторжения Союзников.
6 августа 1945 года Хата находился в Хиросиме в момент её атомной бомбардировки и лишь чудом выжил. По окончании войны Хата был арестован американскими властями и обвинён в совершении военных преступлений. В 1948 году на Токийском процессе он был приговорён к пожизненному заключению. В 1955 году он был помилован и в 1962 скончался.